# Ablerus pulcherrimus
Ablerus pulcherrimus är en stekelart som först beskrevs av Mercet 1922.  Ablerus pulcherrimus ingår i släktet Ablerus och familjen växtlussteklar. Inga underarter finns listade i Catalogue of Life.